# Jorģis Zemitāns
Jorģis Zemitāns (1873 - 1928) est un militaire letton qui a participé à la Première guerre mondiale et à la Guerre d'indépendance de la Lettonie.

## Biographie
En 1892 il entrait dans l'armée impériale russe, se formait à l'académie militaire de Vilnius.
Capitaine, il faisait partie du 20e corps de la 10e armée armée russe et fut fait prisonnier pendant la Seconde bataille des lacs de Mazurie. En décembre 1918, revenu de captivité il rejoignait l'Armée lettonne, en février 1919 il devenait commandant du secteur nord et organisait l'armée qui y stationnait. Avec sa brigade il participait à la Bataille de Wenden. EN juillet commandait la division Vidzeme. Il mourait le 16 janvier 1928 à l'hôpital.

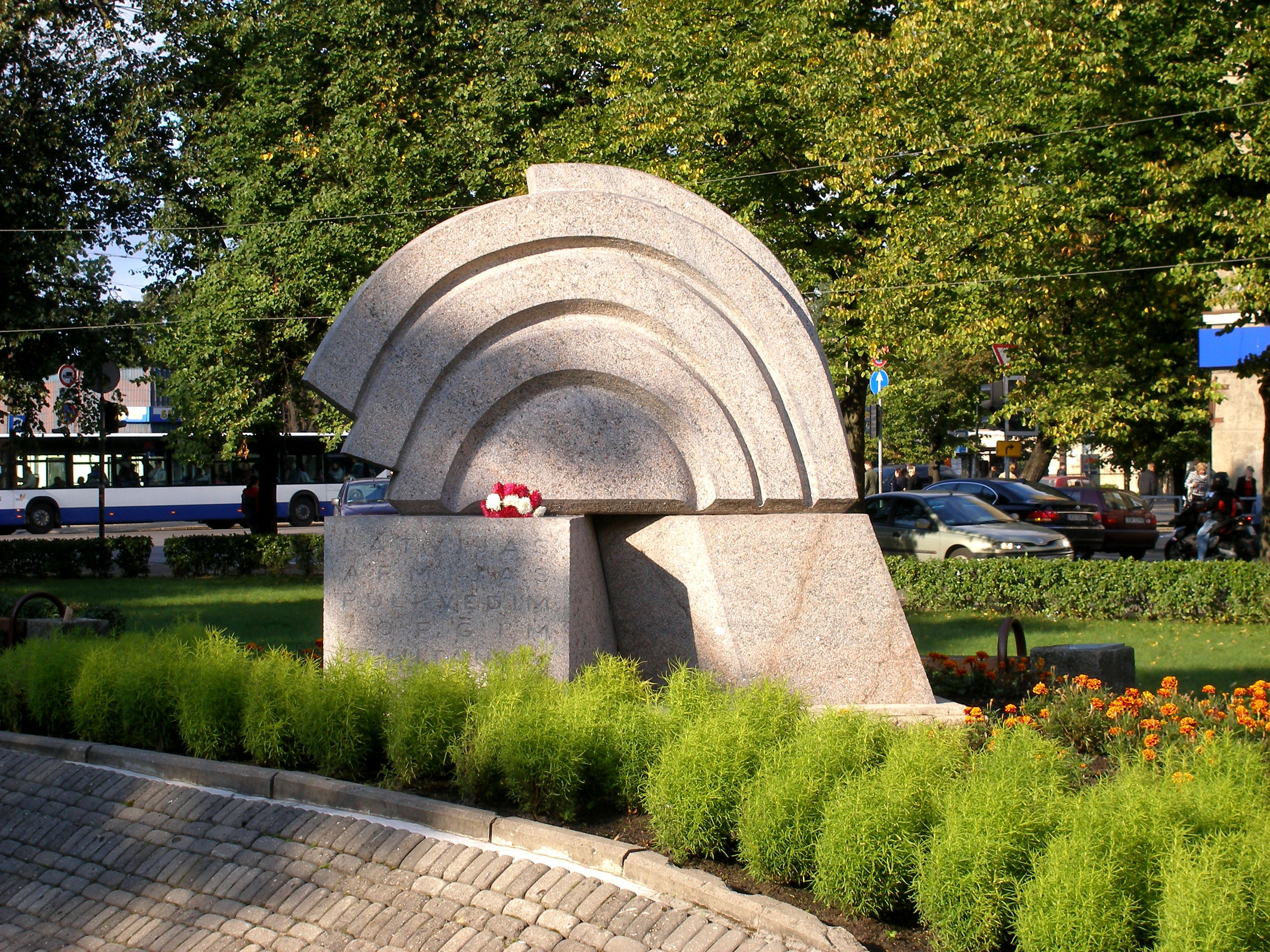
Monument du square Zemitans à Riga,
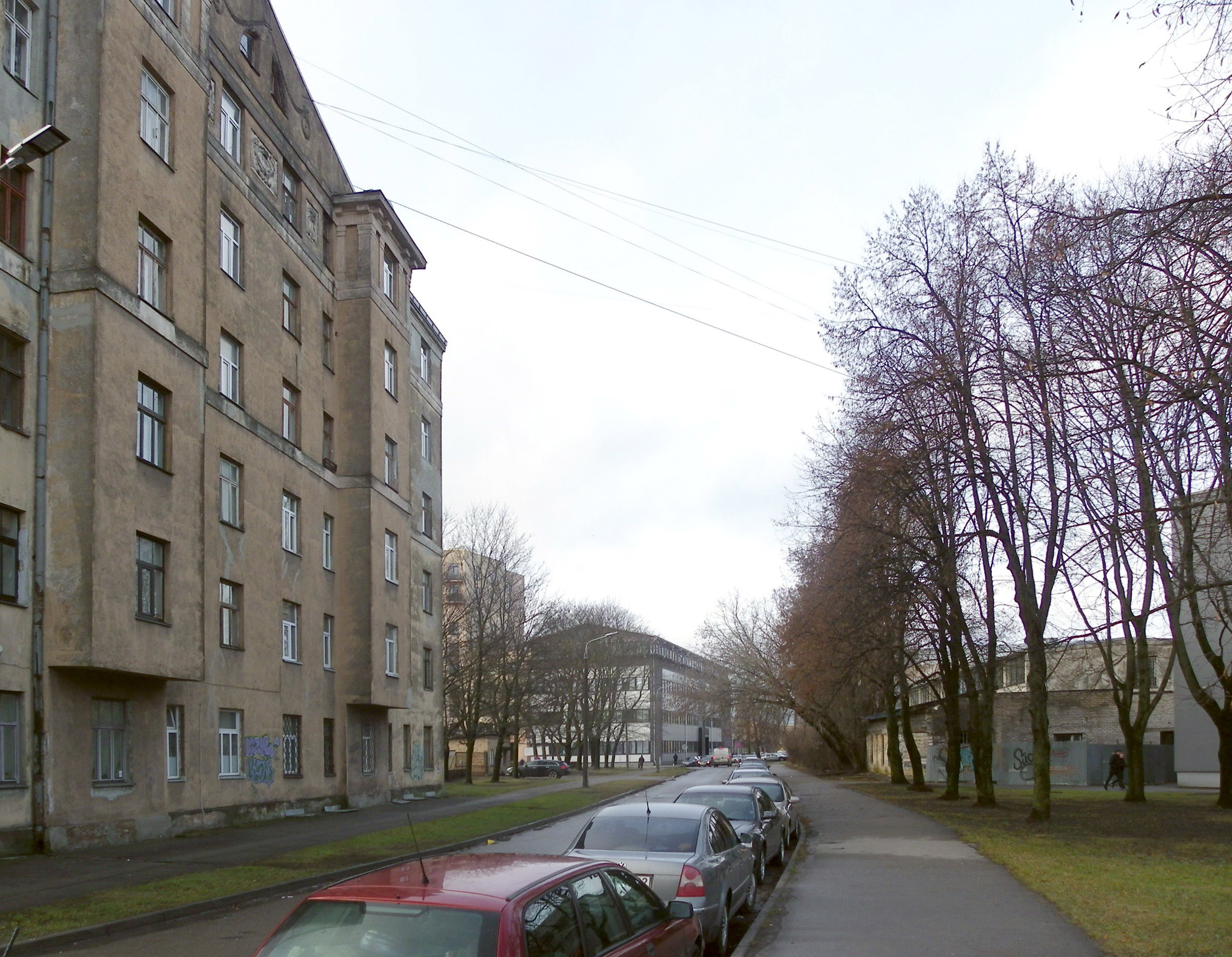
rue et Gare de Zemitāni.